# Corbula smithiana
Corbula smithiana is een tweekleppigensoort uit de familie van de Corbulidae. De wetenschappelijke naam van de soort is voor het eerst geldig gepubliceerd in 1880 door Brazier.